# Людвік Ґроновський

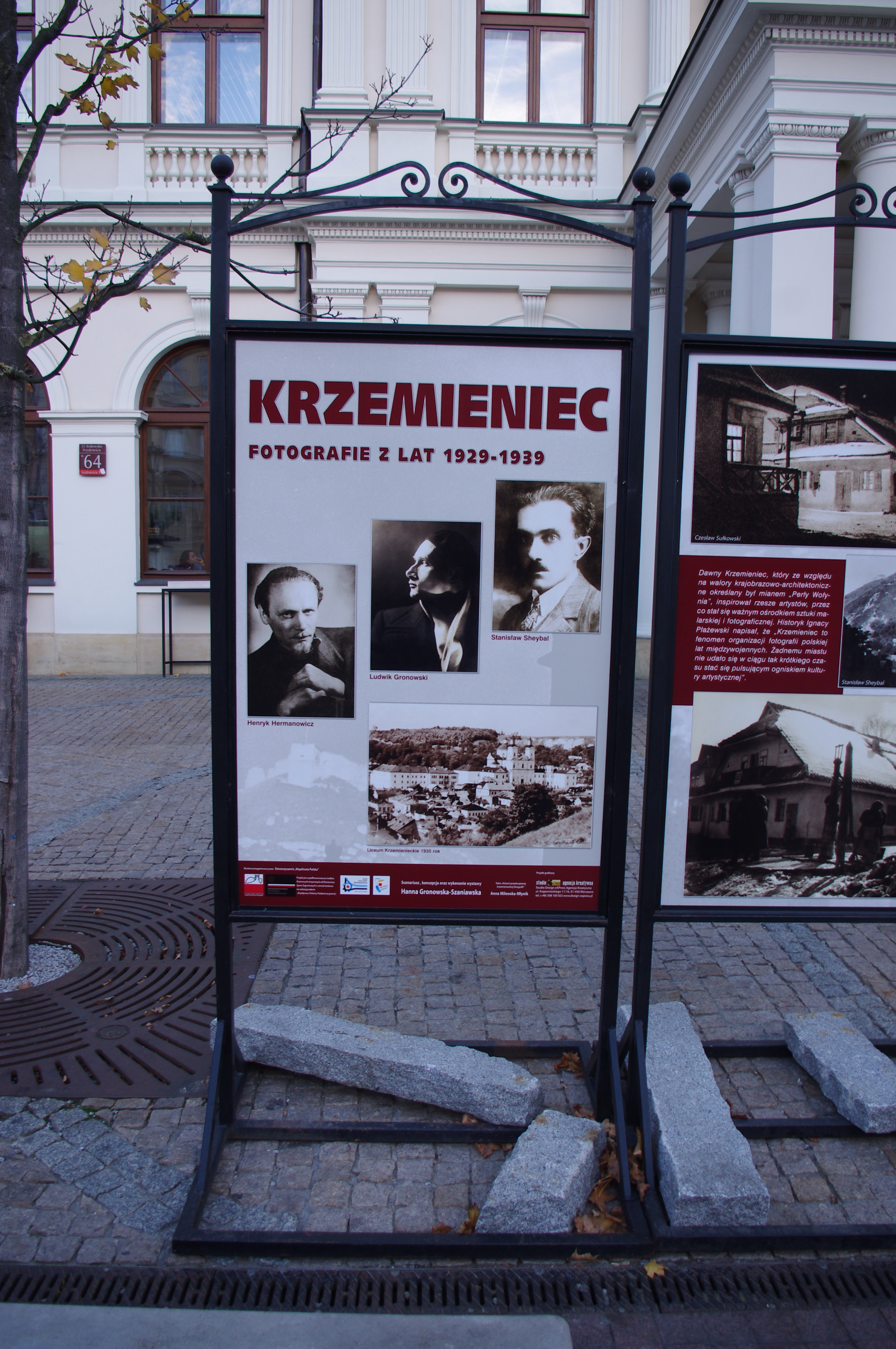
Виставка просто неба — Кременець. Фотографії 1929—1939 рр. — на Краківському передмісті у Варшаві (26 жовтня 2012 р.) на банері з фотографіями фотографів: Генрика Германовича, Людвіка Ґроновського та Станіслава Шейбала

Лю́двік Ґроно́вський (пол. Ludwik Gronowski; 1904, Варшава — квітень 1945) — польський фотограф і педагог.

## Життєпис
У 1930 році почав працювати дипломованим викладачем геометричних графіків, алгебри та обчислень Кременецького ліцею на Волині.
За часів Другої Речі Посполитої з ініціативи Людвіка Ґроновського в Кременці була створена Волинська планерна школа, відома на всю Польщу. У ній займалася планерним спортом Ядвіга Пілсудська, дочка маршала Юзефа Пілсудського.
Був членом Кременецького фотографічного товариства (1930—1939). Роботи експонувалися в багатьох галереях світу: Мілані, Лондоні, Парижі, Антверпені, Празі, Відні, Бетюні (Франція), Філадельфії, Чикаго, Нью-Йорку, а також у Кременці, Варшаві, Кракові, Львові, Рівному, Тарнові, Грудзьондзі.
Під час Другої світової війни у 1942 році виїхав до Польщі, де приєднався до місцевих партизанів. З часом суворі умови призвели до хвороби та виснаження. Помер у квітні 1945 року.
Більшість фотографій Людвіка Ґроновського були втрачені під час війни. Ті, що вціліли, переважно з родинних та музейних колекцій, зараз представлені на різних виставках.